# Drachensteigen (Gemälde)
Drachensteigen ist ein Gemälde von Carl Spitzweg, das um 1880 bis 1885 in Öl auf Karton entstand. Es befindet sich heute in der Sammlung der Alten Nationalgalerie in Berlin.

## Bildbeschreibung
Im Vordergrund des unteren Drittels des Bildes stehen auf einer grünbraunen Wiese drei Kinder: Ein Junge, die gespannte Schnur in der Hand, blickt zu seinem Drachen auf, ein weiterer Junge mit einem Drachen unter dem Arm folgt seinem Blick, während ein Mädchen mit Puppe mit dem Rücken zum Betrachter steht. Der kleinen Gruppe nähert sich auf einem sich nach hinten schlängelnden, erdbraunen Pfad eine Frau mit vier weiteren Kindern. Nur angedeutet erkennt man auf der Wiese im Hintergrund noch weitere Personen und dahinter, auf der Horizontlinie, die Kirche und die Häuser einer Stadt. Angelika Wesenberg glaubt in der Wiese die Theresienwiese und in der Stadt Spitzwegs Wohnort München zu erkennen. Die oberen beiden Drittel des Gemäldes werden vom hellblauen, wolkenlosen Himmel beherrscht, in dem als kleine Flecken drei Drachen zu sehen sind.

## Rezeption
Benedikt Erenz führt in der Zeit in seiner Besprechung der Spitzweg-Ausstellung im Haus der Kunst 2003 aus, dass Drachensteigen eines der schönsten Bilder Spitzwegs sei, denn „da gibt [Spitzweg] die Farben frei und lässt sie ihre eigene Geschichte erzählen;“ „eine ganz beiläufige Szene“ mache Spitzweg hier „zum ewigen Kindheitsaugenblick.“
Die Süddeutsche Zeitung nennt das Bild in der Kolumne Streiflicht vom 17. Oktober 2008 „gewaltig“, seiner geringen Größe zum Trotz. Das untere Drittel des Bildes zeige das „irdische Leben“, die oberen beiden Drittel einen „wahrhaftig unendlichen Himmel“, zudem sei der Drachen ein „magisches, wenn nicht heiliges Objekt, eine außerirdische Erscheinung“, weswegen man das Bild auch mit Der Himmel oder Das Glück betiteln könne. Es bleibe das Geheimnis des Malers, wo bei völlig klarem Himmel der für das Drachensteigen nötige Wind herkomme.
Angelika Wesenberg verweist im Katalog zur Alten Nationalgalerie auf die einfache (horizontale) Komposition, die durch den senkrechten Verlauf des Weges und der Drachenschnur gewagt durchbrochen werde.

## Provenienz
Die Alte Nationalgalerie erwarb das Gemälde 1908 von der Galerie Fritz Gurlitt in Berlin.